# Тукый
Тукый или Тукки, Тукый ильтебер (тат. Тукый, Tuqıy; VIII век — 815) — третий правитель Волжской Булгарии, сын Ирхана ильтебера, внук Котрага ильтебера. Во время правления Тукыя город Болгар процветал. Его правление продолжалось 50 лет.
После смерти Тукыя в 815 году на булгарский трон взошел его сын — Айдар.